# 欧洲常规武装力量条约
《欧洲常规武装力量条约》（CFE）是冷战的最后几年缔结的条约，对欧洲的常规军事装备进行了全面限制，并授权销毁多余的武器。条约对北大西洋公约组织和华沙条约组织实行同等限制。2007年，俄罗斯“暂停”参与条约，2015年3月10日，俄罗斯以北约违反该条约为由，正式宣布从第二天起“完全”停止参与条约。2023年11月7日，俄罗斯退出该条约，作为回应，美国及其北约盟国也暂停了对该条约的参与。

## 历史

### 背景
1972年，美国总统理查德·尼克松和苏联总书记列昂尼德·勃列日涅夫达成协议，双方举行了政治和军事谈判。欧洲安全与合作会议（欧安会）将处理政治问题，而相互和平衡裁减武力会议（MBFR）将处理军事问题。1975年，欧洲安全与合作会议促使35个国家签署了最后文件：《赫尔辛基协议》。1979年，由于北约决定在欧洲部署新的中程核武器，军事谈判被苏联搁置。1986年，苏联总书记米哈伊尔·戈尔巴乔夫在MBFR谈判中提议削减地面和空中力量，并将常规武器和核武器从大西洋延伸到乌拉尔山。该提议于当年在《华沙条约》会议上正式确定。北约北大西洋理事会发表了《布鲁塞尔常规军备控制宣言》，呼吁进行两套不同的谈判：一套是在斯德哥尔摩会议的建立信任与安全措施成果的基础上进行谈判，另一套是通过从大西洋到乌拉尔的常规军备控制谈判在欧洲建立常规稳定。1987年，《斯德哥尔摩文件》生效，并首次通过谈判规定了对实地军队进行现场检查的权利。
1987年2月17日，16个北约和7个华沙成员国家在维也纳开始就欧洲常规谈判的授权进行非正式会谈，该授权将制定条约谈判指导方针。6月27日，北约在维也纳举行的23国会议上提出了一项任务草案。该任务要求消除军队差距、突袭能力和大规模进攻能力，并建立有效的核查制度。与此同时，美国和苏联于12月签署了《中导条约》，有效地允许了相互检查。在1988年5月至6月的莫斯科峰会上，美国总统罗纳德·里根和戈尔巴乔夫总书记强调了欧洲稳定和安全的重要性，特别呼吁展开信息交换。1988年12月，戈尔巴乔夫在联合国宣布从东欧单方面撤军5万人，并裁军50万苏联军队。

### 谈判
1989年1月，北约和华约成员国制定了《欧洲常规武装力量谈判授权书》。该任务规定了《欧洲常规武装力量条约》的目标并确立了谈判原则，正式谈判于1989年3月9日在维也纳开始。当美国总统乔治·H·W·布什和法国总统弗朗索瓦·密特朗于5月会晤时，布什宣布接受削减战斗机和直升机。他还提议美国和苏联在欧洲部署的军队上限为275000人。布什的提议在1989年布鲁塞尔北约峰会上正式通过，随后在维也纳提出。
7月，根据波兰圆桌会议举行的1989年波兰议会选举于1989年8月24日任命了第一位非共产主义总理，这被认为是波兰共产主义统治的有效结束，随后在11月，柏林墙倒塌。在接下来的几个月里，匈牙利、捷克斯洛伐克、罗马尼亚、保加利亚和阿尔巴尼亚爆发了革命。布什和戈尔巴乔夫同意加快军备控制和经济谈判。布什提出了更大幅度的削减，苏联与《华沙条约》国家谈判并达成了裁军协议。随后的德国统一导致《最终解决德国问题条约》与《欧洲常规武装力量条约》挂钩，明确规定对德国施加的某些军事限制将在《欧洲常规武器条约》缔结后生效。
1990年11月15日，22个谈判国在维也纳批准了条约。
1990年首次通过的《维也纳建立信任和安全措施文件》和《建立信任和安全措施》被欧洲安全与合作组织（欧安组织）视为和平进程的一部分。

### 1990年巴黎签字仪式

两个集团的所有成员（蓝色为北约，红色为华约）于1990年签署了《欧洲常规武装力量条约》

1990年11月19日，22个国家在巴黎签署了该条约。这些国家被分为两组：
- 16个北约成员国：美国、加拿大、丹麦、法国、德国、希腊、冰岛、意大利、卢森堡、荷兰、挪威、葡萄牙、西班牙、土耳其、英国和比利时。

- 六个华沙条约国：保加利亚、捷克斯洛伐克、匈牙利、波兰、罗马尼亚和苏联。

### 批准
该条约于1992年11月9日生效。1991年苏联解体，捷克斯洛伐克正处于分裂为捷克共和国和斯洛伐克的过程中，所以条约得到了30个国家而不是22个国家的批准：
- 当时的16个北约成员国

- 乌拉尔山脉以西的八个前苏联加盟共和国。这些前苏联加盟共和国包括亚美尼亚、阿塞拜疆、白俄罗斯、格鲁吉亚、哈萨克斯坦、摩尔多瓦、俄罗斯和乌克兰。

- 六个前华沙条约成员国：保加利亚、捷克共和国和斯洛伐克、匈牙利、波兰、罗马尼亚。

### 欧洲和前苏联军事集团改组
1994年，集体安全条约组织（CSTO）成立，目前包括亚美尼亚、白俄罗斯、哈萨克斯坦、俄罗斯以及吉尔吉斯斯坦和塔吉克斯坦，尽管后两个国家没有加入该条约，而俄罗斯于2015年暂停参与。2022年9月，亚美尼亚-阿塞拜疆边境冲突期间缺乏俄罗斯的支持引发了亚美尼亚的全国性辩论，越来越多的人开始怀疑继续加入集体安全条约组织是否有益，并呼吁亚美尼亚与北约重新结盟。
相比之下，大多数前苏联和华沙条约成员国加入了北约，其次是波罗的海国家和前南斯拉夫国家（塞尔维亚、科索沃和波斯尼亚和黑塞哥维那除外），但这些国家没有加入该条约。此外，前苏联加盟共和国格鲁吉亚、摩尔多瓦和乌克兰也渴望加入。
反过来，阿塞拜疆在不加入任何国家集团的情况下保持平衡外交。

### 1996年修正案
1996年5月31日，所谓的边境协议对条约进行了修订，放宽了俄罗斯和乌克兰在条约第五条第1款（A）项规定的边境地区的限制。

### 2007-2015年条约部分暂停
2007年7月14日，俄罗斯总统弗拉基米尔·普京宣布俄罗斯将暂停履行条约义务，150天后生效。而俄罗斯将继续参与条约，因为它希望通过对话在欧洲建立一个有效的、新的常规武器裁军制度。
2007年，俄罗斯具体说明了北约可以采取哪些措施来结束暂停条约。“这些措施包括（北约）成员国削减武器，并进一步限制在每个北约成员国领土上的临时武器部署。俄罗斯还希望消除对自己在南部和北部边境部署军队数量的限制。此外，它正在敦促北约成员国批准1999年修订版的《欧洲常规武装力量条约修改版》，并要求原始条约之外的四个北约成员国爱沙尼亚、拉脱维亚、立陶宛和斯洛文尼亚加入该条约。”

### 俄罗斯于2015年无限期退出
2015年3月，俄罗斯宣布已决定完全退出条约。俄罗斯外交官米哈伊尔·伊万诺维奇·乌里扬诺夫表示，俄罗斯不太可能重新遵守条约，因为该
条约“是在华沙条约组织仍然存在的时候制定的，是‘不合时宜的’，而且‘与当前的现实完全不同步’”。

### 2023年俄罗斯谴责条约
2023年11月7日，俄罗斯谴责了条约。同一天作为回应，北约宣布其成员国将暂停参与条约。

### 2024年希腊暂停条约
2024年2月9日，希腊暂停参加条约。

### 2024年波兰暂停条约
2024年3月29日，波兰总统安杰伊·杜达暂停了波兰参加条约的资格。

### 2024年土耳其暂停条约
2024年4月5日，土耳其总统雷杰普·塔伊普·埃尔多安发布总统令，暂停土耳其参与该条约。

## 内容

### 军队上限
《欧洲常规武装力量条约》为从大西洋到乌拉尔的每个军事集团（北约和华约）设定了同等的武器装备上限，这些武器装备对于发动突然袭击和大规模进攻行动至关重要。条约参与者一致认为，任何一方都不能拥有超过：
- 20000辆坦克；

- 20000门火炮；

- 30000辆装甲战车；

- 6800架战斗机；

- 2000架攻击直升机。

为了进一步限制武装部队的战备状态，该条约对可以与现役部队一起部署的装备设定了相同的上限。其他地面设备必须放置在指定的永久储存地点。双方在现役部队中可能拥有的装备限制：
- 16500辆坦克；

- 17000门火炮；

- 27300辆装甲车；

该条约进一步将欧洲任何一个国家可以持有的军备比例限制在欧洲所有国家总数的三分之一左右，即“充足”规则。
所有海军部队都被排除在《欧洲常规武装力量条约》之外。

### 区域协定
除了限制双方各类军备的数量外，该条约还包括旨在防止地面设备部队集结破坏稳定的区域限制。

### 裁军
为了达到所需的兵力上限，必须销毁装备或转换为非军事用途。

### 核查
该条约包括关于详细信息交流、现场检查、质疑性检查和销毁现场监测的前所未有的规定。条约缔约国获得了监督销毁过程的无限权利。卫星监测用于核实车辆和坦克等大型军事装备的销毁位置和进展情况。

### 联合协商小组
最后，该条约在维也纳设立了一个由所有条约成员组成的机构，称为联合协商小组（JCG），负责处理与遵守条约条款有关的问题。该组织旨在：
- 解决解释中的歧义和差异

- 考虑采取措施提高《条约》的可行性和有效性

- 解决技术问题

- 调查条约执行过程中可能出现的争议

## 实施
条约生效后，开始了为期4个月的核查期。25%的武器装备销毁工作必须在1年内完成，60%的销毁工作要在2年内完成。
条约生效的前5年，大规模减少或销毁了北美和欧洲地区的常规军事装备。到1995年的条约削减期结束时，30个缔约国完成了52000多辆作战坦克、装甲战车、火炮、战斗机和攻击直升机的销毁或改装，并通过了核查确认销毁。此外，缔约国还对军事设施和特定地区进行了大约4000次现场检查。
北约主要通过销毁其老旧装备来履行条约义务。此外，拥有较新装备的北约成员国，如美国，同意将其中一些新装备转让给拥有旧装备的盟友。

### 服从

#### 北大西洋公约组织
据俄罗斯称，2007年美国在罗马尼亚和保加利亚建立军事基地的计划违反了该条约。北约官员对此表示异议，并表示美国基地不是永久性的，因此不能被视为违规行为。然而据报道，2006年美国与罗马尼亚和保加利亚签署的协议明确允许在美国直接控制下建立永久基地，《华盛顿时报》还获得了一名美国高级官员的确认，这些军事设施是永久性的。

#### 前苏联加盟共和国
1998年6月，克林顿政府的一份报告指出，俄罗斯、乌克兰、白俄罗斯、亚美尼亚和阿塞拜疆没有遵守《欧洲常规武装力量条约》。违规行为包括持有超过《欧洲常规武装力量条约》上限的武器装备，以及拒绝开展核查。该报告的结论是，遵约问题并不“具有军事意义”，俄罗斯和乌克兰是东欧集团中持有武器装备和条约义务最多的后苏联国家，仍在条约范围内。
在1999年11月欧洲安全与合作组织（欧安组织）伊斯坦布尔首脑会议召开之前，北约成员国认为存在三个条约遵守问题。首先，俄罗斯在“侧翼”地区（即俄罗斯的北高加索军区）的装备持有量超过了条约限制。其次，俄罗斯在格鲁吉亚的军事存在超出了格鲁吉亚要求的水平。第三，俄罗斯在摩尔多瓦的军事存在没有得到摩尔多瓦当局的明确同意。在峰会期间，30个欧安组织成员签署了经修订的《欧洲常规武装力量条约修改版》，俄罗斯承担了从摩尔多瓦共和国撤军的义务，降低了其在格鲁吉亚的装备水平，并与格鲁吉亚政府就驻扎在格鲁吉亚领土上的军队规模和期限达成一致，并将其在侧翼的部队减少到经修订的条约水平。这些协议被称为“伊斯坦布尔承诺”，载于《欧洲常规武装力量最后文件》的14个附件和1999年《伊斯坦布尔首脑会议宣言》。然而，只要俄罗斯拒绝从摩尔多瓦和格鲁吉亚领土上完全撤军，北约成员国就拒绝批准该条约。虽然俄罗斯从格鲁吉亚和摩尔多瓦部分撤军，但并没有完全按照北约的要求撤军。

#### 南高加索
根据2019年的一份报告，阿塞拜疆依然严重违反条约。在截至2018年1月1日的数据中，阿塞拜疆申报的武器装备总数超过其总限额900多件条约限制设备：
- 超过阿塞拜疆220辆主战坦克的限制，超过了300辆战车，超过了限制的136%，

- 超过160辆装甲战斗车辆（ACV）超过了阿塞拜疆220辆ACV的限制，超过了限制的72%，

- 超过670门火炮，超过阿塞拜疆285门火炮的限额，超过限额的235%，

- 超过5架攻击直升机，超过了阿塞拜疆50架攻击直升机的限制，超过了限制的10%。

2019年5月，亚美尼亚根据条约要求拆除并退役了21辆装甲战车。

## 后续协议

### 欧洲常规武装部队兵力谈判结论文件
《欧洲常规武装力量条约》于1990年签署后不久，CFE-1A的谈判就开始了。CFE-1A与《欧洲常规军事力量条约》不同，它不是一项具有法律约束力的条约，而是一项与CFE条约同时生效并作为后续协议的政治承诺。所有签署国都将采取措施，进一步提高欧洲和北美地区的安全。《欧洲常规武装力量条约》1A要求条约的30个成员国设定军队限制，并在必要时降低《欧洲常规武器条约》适用范围内的现有水平，以达到这些限制。根据这一承诺，美国在申请地区的兵力不得超过25万人。作为额外的安全保证来源，CFE-1A协议要求各方提前通知部队兵力的任何增加。在根据《欧洲常规武装力量条约》进行的现场核查中，评估了一名成员国对《欧洲常规武器条约》第1A条协议的遵守情况。

### 关于修改《欧洲常规武装力量条约》的协定
《关于修改欧洲常规武装力量条约的协定》是对原始条约的修订，于1999年11月伊斯坦布尔首脑会议期间签署，并考虑到冷战后时代不同的地缘政治形势，对常规武装力量设定了国家而非集团的限制。然而，只要俄罗斯拒绝从摩尔多瓦和格鲁吉亚领土上完全撤军，北约成员国就拒绝批准该条约。虽然俄罗斯从格鲁吉亚和摩尔多瓦部分撤军，但并没有完全按照北约的要求这样做。批准经修改的条约与完全退出之间的联系是北约成员国根据有关主权国家领土完整的国际法基本原则作出的政治决定。

## 2007年俄罗斯暂停
在俄罗斯反对美国在欧洲实施导弹防御计划后，俄罗斯总统弗拉基米尔·普京在2007年4月26日的讲话中呼吁“暂停”该条约。然后，在6月11日至15日应俄罗斯倡议在维也纳举行的《欧洲常规武装力量条约》缔约国特别会议上，他提出了修改条约的理由。由于他的要求在这次会议上没有得到满足，普京于2007年7月14日发布了俄罗斯联邦总统令，旨在暂停遵守其条约义务，该法令于150天后生效，称这是“影响俄罗斯联邦安全并需要立即采取措施的非常情况”的结果，并通知了北约及其成员国。被暂停的条约包括《欧洲常规武装力量条约》以及后续协议。

### 动机
俄罗斯政府的一份文件解释了2007年最初暂停遵守条约的几个原因。首先，俄罗斯认为修改后的条约批准与从格鲁吉亚和摩尔多瓦撤军之间的联系是“非法的”和“捏造的”。俄罗斯还认为撤军问题是俄罗斯与格鲁吉亚和摩尔多瓦双边问题，而不是北约与俄罗斯的问题。其次，与北约其它国家（不包括波兰和挪威）不同，与俄罗斯接壤的三个波罗的海国家不受原始条约的管辖。波罗的海国家和所有北约成员国一样，没有批准经过修改后的《欧洲常规武装力量条约》。俄罗斯要求波罗的海国家批准和加入已批准的条约，但这一要求没有得到满足。
第三，俄罗斯强调，北约1999年和2004年的北约扩张使北约的武器装备超过了条约限制。因此，俄罗斯要求“补偿性降低”北约对此类装备的总体数量上限。第四，俄罗斯提到，当时计划在罗马尼亚和保加利亚部署美军，对这些国家遵守《欧洲常规武装力量条约》的军队上限“产生了负面影响”。第五，该文件要求通过北约和俄罗斯之间的“政治决定”“取消”对俄罗斯侧翼边境部署的军队（北高加索）上限，表面上是为了“补偿”俄罗斯对北约的扩张。第六，俄罗斯希望在1999年修订的《欧洲常规武装力量条约》生效后立即重新谈判。俄罗斯的立场是，它将单方面中止该条约的有效性，除非北约国家在2008年7月1日前使更新版本生效，或至少在条约重新谈判之前暂时遵守其条款。
最有可能但在俄罗斯的解释性文件中没有提及的是，上述“特殊情况”是指美国在波兰建立的导弹防御系统，该计划包括在捷克共和国部署一个雷达设施。另一个可能的原因是，北约成员国拒绝批准《欧洲常规武装力量条约》，因为数百名俄罗斯军队继续驻扎在摩尔多瓦，他们认为这违反了俄罗斯在1999年伊斯坦布尔峰会期间承担的义务。然而，《欧洲常规武装力量条约》的修改版与俄罗斯退出格鲁吉亚和摩尔多瓦之间没有法律联系。这两个安全问题之间的联系是北约成员国为抗议第二次车臣战争而做出的决定，并被用作不批准该条约的理由。俄罗斯从未接受这一决定，这一决定也是在伊斯坦布尔峰会六个月后做出的。俄罗斯还认为最初的《欧洲常规武装力量条约》已经过时，在战略上有缺陷，因为它没有考虑到华约组织和苏联解体。
在俄罗斯，就连反对党领袖、杜马独立成员弗拉基米尔·雷日科夫也认为，俄罗斯是被迫做出回应的。然而，他也推测，普京通过法令停职“主要是在选举年向国家发出的信息：‘无论谁正式成为下一任总统，你们的领导人都不会让步’。”

### 反应
北约对俄罗斯暂停条约的决定表示遗憾，称其为“朝着错误方向迈出的一步”，但希望与俄罗斯就这一问题进行建设性会谈。美国以及德国、波兰和罗马尼亚等欧洲国家也表示失望。集体安全条约组织（CSTO）秘书长尼古拉·博尔久扎和前苏联总统米哈伊尔·戈尔巴乔夫表示支持普京的法令。2011年11月25日，英国停止与俄罗斯共享军事信息。
俄罗斯外交部表示，暂停的后果将是北约国家停止对俄罗斯军事基地的核查，俄罗斯将不再有义务限制常规武器数量。实际上，2007年6月，在维也纳举行的《欧洲常规武装力量条约》特别会议无视俄罗斯的反对后，俄罗斯已经停止了此类核查。因此，保加利亚和匈牙利的军事代表团被拒绝进入俄罗斯军事单位。
尤里·扎拉霍维奇在《时代》杂志上推测，上述“紧急措施”将是在与北约东部成员国接壤的地区，特别是波兰和波罗的海国家集结部队。当时《时代》杂志进一步推测，其他措施可能包括沿高加索地区南部边境增兵，对乌克兰施加新的压力，要求其在（当时计划的）2017年撤军最后期限之后继续在克里米亚维持俄罗斯黑海舰队，以及拒绝离开摩尔多瓦。